# Teoria topològica de cordes
En física teòrica, la teoria topològica de cordes és una versió de la teoria de cordes. La teoria topològica de cordes va aparèixer en articles de físics teòrics, com Edward Witten i Cumrun Vafa, per analogia amb la idea anterior de Witten de la teoria quàntica de camps topològica.

## Visió general
Hi ha dues versions principals de la teoria de cordes topològica: el model A topològic i el model B topològic. Els resultats dels càlculs de la teoria de cordes topològica codifiquen genèricament totes les quantitats holomòrfiques dins de la teoria de cordes completa els valors de la qual estan protegits per la supersimetria espai-temps. Diversos càlculs de la teoria de cordes topològica estan estretament relacionats amb la teoria de Chern-Simons, els invariants de Gromov-Witten, la simetria del mirall, el programa geomètric de Langlands i molts altres temes.
Els operadors de la teoria de cordes topològica representen l'àlgebra d'operadors de la teoria de cordes completa que conserven una certa quantitat de supersimetria. La teoria topològica de cadenes s'obté mitjançant un gir topològic de la descripció del full de món de la teoria de cadenes ordinària: els operadors reben diferents girs. L'operació és totalment anàloga a la construcció de la teoria de camps topològics que és un concepte relacionat. En conseqüència, no hi ha graus locals de llibertat en la teoria de cordes topològica.

## Espai-temps admissibles
Les cadenes fonamentals de la teoria de cordes són superfícies bidimensionals. A cada superfície es defineix una teoria quàntica de camps coneguda com el model N = (1,1) sigma. Aquesta teoria consisteix en mapes des de la superfície fins a una supervarietat. Físicament, la supervarietat s'interpreta com a espai-temps i cada mapa s'interpreta com la incrustació de la cadena en l'espai-temps.
Només els espais temps especials admeten cadenes topològiques. Clàssicament, cal triar un espai-temps de manera que la teoria respecti un parell addicional de supersimetries, fent de l'espai-temps un model sigma N = (2,2). Un cas particular d'això és si l'espai-temps és una varietat de Kähler i el flux H és idènticament igual a zero. Les varietats de Kähler generalitzades poden tenir un flux H no trivial.

## Objectes

### Model A
El model A topològic ve amb un espai objectiu que és un espai-temps de Kähler generalitzat de 6 dimensions reals. En el cas en què l'espai-temps és Kähler, la teoria descriu dos objectes. Hi ha cadenes fonamentals, que embolcallen dues corbes holomòrfiques de dimensions reals. Les amplituds per a la dispersió d'aquestes cordes depenen només de la forma Kähler de l'espai-temps, i no de l'estructura complexa. Clàssicament, aquestes funcions de correlació estan determinades per l'anell de cohomologia. Hi ha efectes instantònics mecànics quàntics que els corregeixen i produeixen invariants de Gromov-Witten, que mesuren el producte de copa en un anell de cohomologia deformat anomenat cohomologia quàntica. La teoria del camp de cordes de les cordes tancades del model A es coneix com a gravetat de Kähler, i va ser introduïda per Michael Bershadsky i Vladimir Sadov a Teoria de la gravetat de Kähler.

### Model B
El model B també conté cordes fonamentals, però les seves amplituds de dispersió depenen completament de l'estructura complexa i són independents de l'estructura de Kähler. En particular, són insensibles als efectes instantanis de la fulla mundial i, per tant, sovint es poden calcular amb exactitud. Aleshores, la simetria del mirall els relaciona amb les amplituds del model A, permetent calcular els invariants de Gromov-Witten. La teoria de camps de cordes de les cordes tancades del model B es coneix com la teoria de la gravetat de Kodaira-Spencer i va ser desenvolupada per Michael Bershadsky, Sergio Cecotti, Hirosi Ooguri i Cumrun Vafa a Kodaira-Spencer Theory of Gravity and Exact Results for Quantum. Amplituds de corda.

## Aplicacions
Les amplituds de la teoria de cordes topològiques del model A s'utilitzen per calcular prepotencials en teories de gauge supersimètric N=2 en quatre i cinc dimensions. Les amplituds del model B topològic, amb fluxos i/o branes, s'utilitzen per calcular superpotencials en teories de gauge supersimètric N=1 en quatre dimensions. Els càlculs del model A perturbador també compten els estats BPS dels forats negres giratoris en cinc dimensions.